# Маргалис, Мелани
Мелани Маргалис (англ. Melanie Margalis; род. 30 декабря 1991, Клируотер, Флорида) — американская пловчиха. Чемпионка Олимпийских игр 2016, двукратная чемпионка мира, чемпионка мира на короткой воде в эстафетном плавании.

## Карьера
В 2013 году выиграла две медали на Универсиаде в Казани: бронзу на дистанции 200 метров комплексом и золото в эстафете 4×200 метров вольным стилем.
В 2014 году завоевала бронзовую медаль на чемпионате мира по плаванию на короткой воде в дисциплине 200 метров комплексом.

### Олимпийские игры 2016
В предварительном заплыве на 200 метров комплексом приплыла второй, с результатом 2 минуты 9.62 секунды. С третьим временем вышла в полуфинал. В полуфинале приплыла третьей, с результатом 2 минуты 10.1 секунды. С пятым временем вышла в финал. В финале приплыла четвёртой, с результатом 2 минуты 9.21 секунды. Участвовала в предварительном заплыве эстафеты 4×200 метров вольным стилем. Команда США приплыла первой, с результатом 7 минут 47.77 секунды. С первым временем вышли в финал. В финале команда США приплыла первой, с результатом 7 минут 43.03 секунды. Сама Маргалис в финальном заплыве не участвовала.
На чемпионате мира по плаванию на короткой воде в китайском Ханчжоу, на дистанции 400 метров комплексным плаванием, спортсменка из США, завоевала серебряную медаль чемпионата.